# Палаццо дей-Камерленгі
Палаццо дей-Камерленґі (італ. Palazzo dei Camerlenghi) — палац у Венеції, на Гранд-каналі в районі Сан-Поло. Розташований поряд з мостом Ріальто.
Побудований в 1525—1528 роках за розпорядженням дожа Андреа Грітті, як будинок міських скарбників (італ. camerlinghi), звідки і отримав свою назву. Пізніше став державною в'язницею.

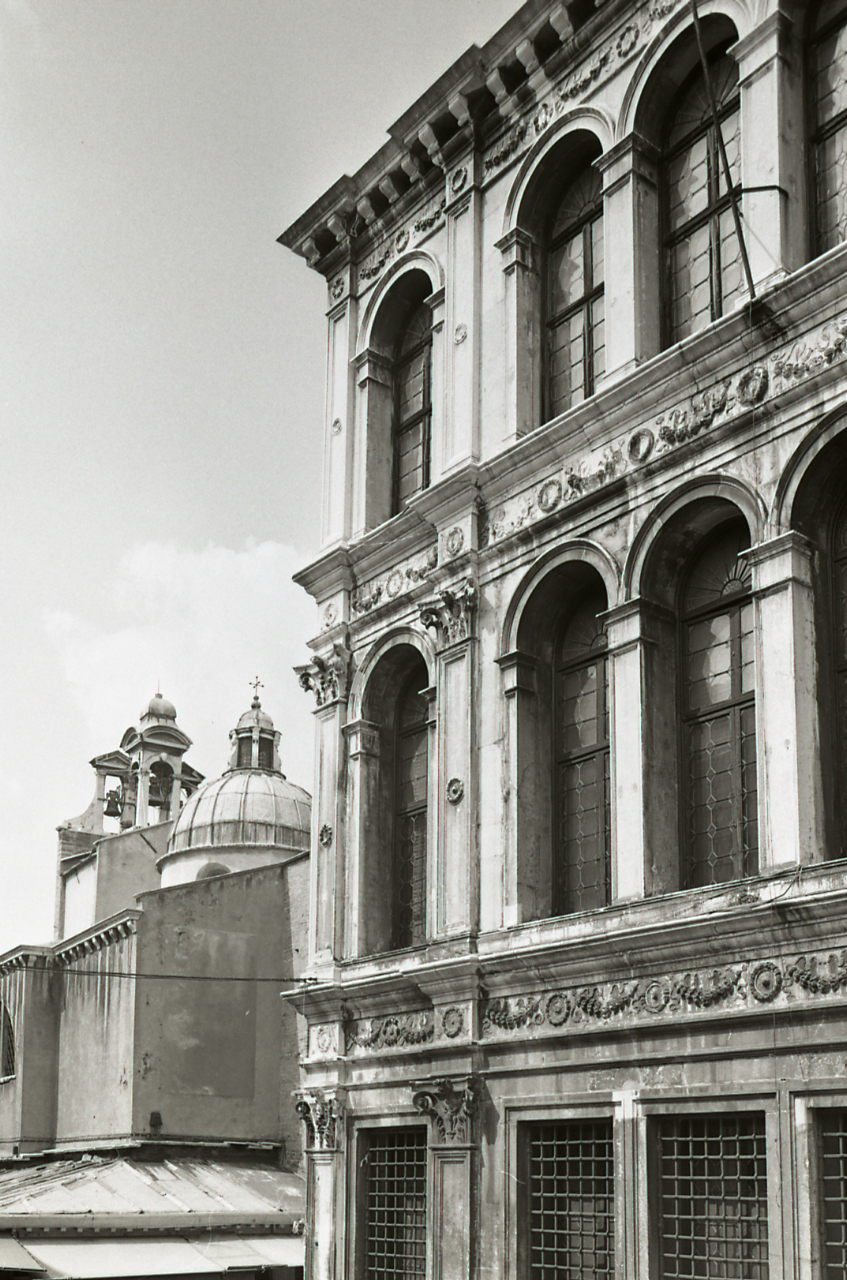
Фото Паоло Монті, 1977.